# Triumvirat (formație)
Triumvirat a fost o trupă Germană de rock progresiv formată în 1969 în Köln, Germania de Vest. Membrii fondatori ai acestei trupe erau claviaturistul/compozitorul Hans-Jürgen Fritz, bateristul/textierul Hans Bathelt și basistul Werner Frangenberg.